# Ørum Sogn (Skive Kommune)
 For alternative betydninger, se Ørum Sogn. (Se også artikler, som begynder med Ørum Sogn)
Ørum Sogn er et sogn i Skive Provsti (Viborg Stift).
I 1800-tallet var Ørum Sogn anneks til Ørslevkloster Sogn. Begge sogne hørte til Fjends Herred i Viborg Amt. Trods annekteringen var de to selvstændige sognekommuner. Ved kommunalreformen i 1970 blev de begge indlemmet i Skive Kommune.
I Ørum Sogn ligger Ørum Kirke og hovedgården Strandet.
I sognet findes følgende autoriserede stednavne:
- Jordbro Å (vandareal)
- Nørre Ørum (bebyggelse, ejerlav)
- Sønder Ørum (bebyggelse, ejerlav)